# Cyrba ocellata
Cyrba ocellata is een spinnensoort in de taxonomische indeling van de springspinnen (Salticidae).
Het dier behoort tot het geslacht Cyrba. De wetenschappelijke naam van de soort werd voor het eerst geldig gepubliceerd in 1875 door Kroneberg.